# Hummer H1
El Hummer H1 es un automóvil todoterreno producido por el fabricante estadounidense Hummer desde 1992 hasta 2006. Fue el primer modelo de la gama de Hummer para civiles. Ya que está basado en el M998 HMMWV, el modelo está desarrollado específicamente para uso en terrenos accidentados.
Tiene un motor diésel V8 de 6.5.L con turbocompresor que desarrolla 205 hp de potencia máxima y 597 N·m de torque. El despeje al suelo es de 40 cm.
El paquete Off-Road Adventure ofrece diferenciales autobloqueantes para ambos ejes, winch que soporta 5,5 t y llantas de 17 pulgadas de diámetro y dos piezas. Una caja de CD se une a la lista de opciones de las versiones descapotable y familiar.
- Motor: 8 cilindros en V
- Cilindrada: 6,5 L
- Potencia: 205 CV a 3400 RPM
- Capacidad del tanque de combustible: 159 L
- Consumo de combustible:
  - Ciudad: 18 l/100 km
  - Carretera: 13.8 l/100 km